# Klášter Lubuš
Klášter Lubuš (polsky Opactwo Cysterskie w Lubiążu) je zaniklý cisterciácký klášter a opatství v polské Lubuši. Jedná se o nejstarší cisterciácký klášter na území Slezska, pochází z morimondské filiační řady. Je také nevjětším cisterciáckým klášterem a druhou největší církevní stavbou na světě. 

## Historie

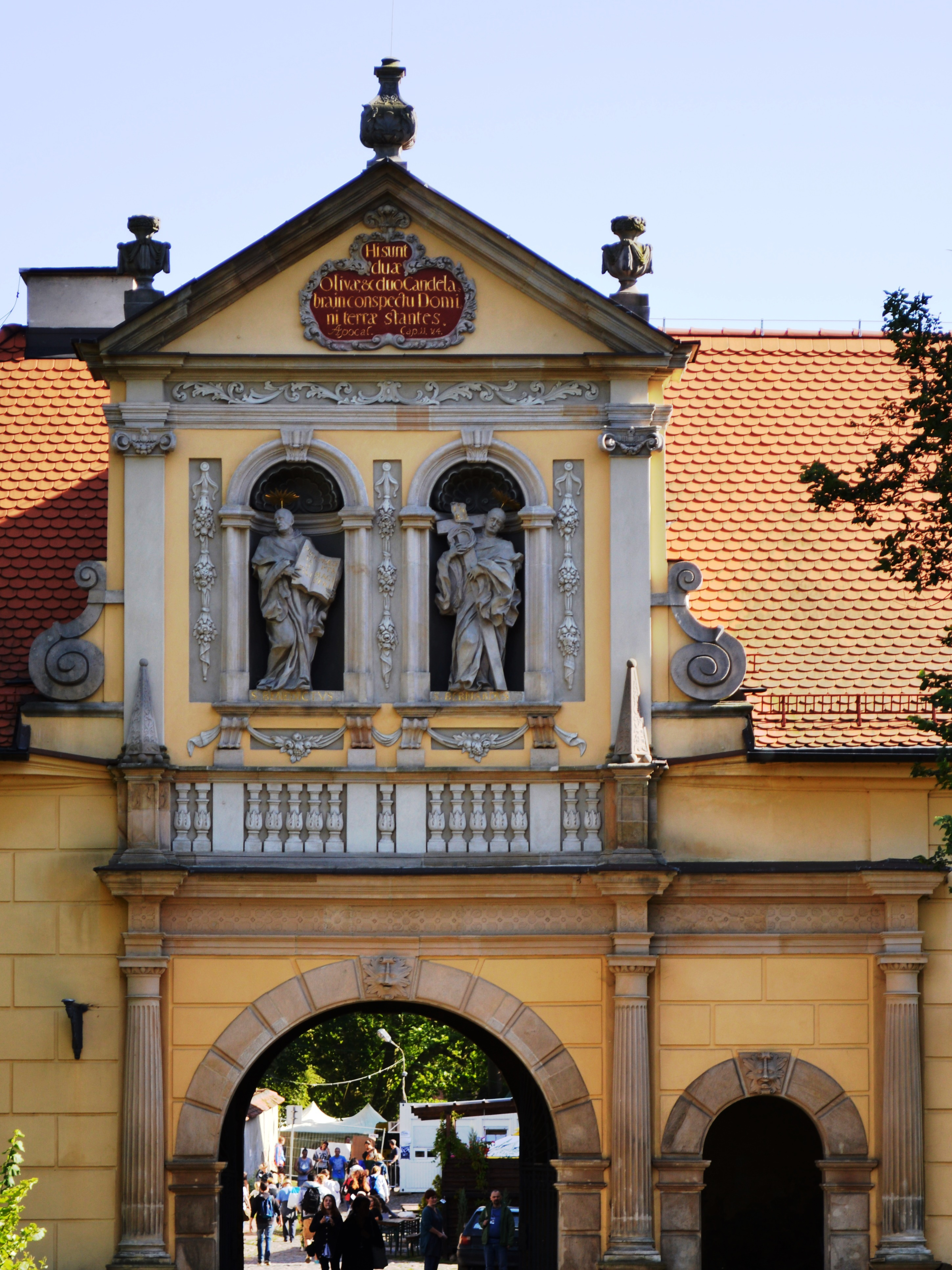
Barokní brána opatství

Donační listina knížete Boleslava Vysokého pochází z roku 1175, ale prvotní konvent z německé Pforty údajně přišel již 16. srpna 1163. 
První konventní kostel byl dobudován zřejmě okolo roku 1200 a o rok později v něm byl pochován fundátor kláštera. Původní kostel byl nahrazen novou budovou, vysvěcenou roku 1330, která architektonicky navazovala na klášterní chrám na české Zbraslavi a sloužila jako piastovské pohřebiště. V „Knížecí kapli“ byly umístěny hroby slezských knížat, jejichž štědrým donátorem byl Jindřich III. Hlohovský.
Klášter se stal střediskem slezského písemnictví, vznikly zde například spisky Život svaté Hedviky, Kronika polská či Katalog vratislavských biskupů.
Kromě dceřiných klášterů patřil k Lubuši podřízeně také ženský klášter v Třebnici.

## Pohřbeníslezští Piastovci
- Boleslav I. Vysoký
- Boleslav III. Marnotratný
- Jindřich III. Hlohovský
- Přemek Stínavský